# رنه شاناس
رنه شاناس (فرانسوی: René Chanas‎؛ ۱۳ سپتامبر ۱۹۱۳ – ۹ ژوئیهٔ ۱۹۹۰) کارگردان فیلم، فیلم‌نامه‌نویس، تهیه‌کننده فیلم اهل فرانسه بود.
وی کارگردان فیلم‌هایی همچون آخرین داوری بوده‌است.